# Rorainópolis
Rorainópolis es un municipio del sur del estado brasileño de Roraima, creado en 1995 con territorios que pertenecían a los municipios de São Luiz, donde se localiza la sede municipal, y São João da Baliza. Es el segundo mayor en población del estado.

## Clima
Su clima es ecuatorial, con una temperatura media de 26 °C y las precipitaciones son de 1750 mm anuales. Las lluvias suelen ser principalmente en verano y en otoño, siendo la estación seca la primavera.

## Geografía
Limita con los municipios de Caracaraí al oeste y norte, São Luiz y São João da Baliza al nordeste y los municipios amazónicos de Urucará, Presidente Figueiredo, Novo Airão y Barcelos al sudeste. Su territorio es en un 90% llano.
El municipio está atravesado por los ríos Alalaú, río Branco, Anauá y Jauaperí.

## Historia
La ciudad fue creada como instalación de una sede del INCRA (Instituto de Colonización y Reforma Agraria), en la carretera BR-174, la más importante del Estado, en la década de los 70. INCRA implantó un programa para distribuir tierras, y eso logró atraer personas de todo Brasil. Rorainópolis, así como todo el estado de Roraima, está compuesto por personas de diversas partes del país, principalmente de Maranhão. La ciudad posee un campus de la Universidade Estadual de Roraima (UERR), cuya sede se encuentra en Boa Vista.